# Giuseppe Rossi
Giuseppe Rossi (Teaneck, 1 februari 1987) is een Italiaans betaald voetballer die ook de Amerikaanse nationaliteit heeft. Hij speelt doorgaans in de aanval. Hij debuteerde in oktober 2008 in het Italiaans voetbalelftal.

## Clubcarrière
Rossi werd in 2000 opgenomen in de jeugdopleiding van AC Parma, waar Manchester United hem in 2004 wegplukte. Bij de Engelse club debuteerde hij in het seizoen 2005/06 op het hoogste niveau, maar doorbreken deed hij er niet. Na periodes op huurbasis bij Newcastle United (de eerste helft van het seizoen 2006/07) en Parma (de tweede helft van het seizoen 2006/07) verkocht Manchester Rossi in 2007 voor ongeveer tien miljoen euro aan Villarreal CF. Bij de Spaanse club scoorde hij tijdens zijn competitiedebuut op 26 augustus 2007, tegen Valencia CF. Aanvankelijk rouleerde trainer Manuel Pellegrini met de vier aanvallers van de club, Rossi, Nihat Kahveci, Jon Dahl Tomasson en Guillermo Franco, maar na enige tijd werd het duo Rossi-Nihat het vaste spitsenkoppel bij Villarreal. Nadien vormde hij een duo met Nilmar. Rossi viel op 26 oktober 2011 geblesseerd uit met een gescheurde kruisband. Hij blesseerde zich op 13 april 2012 aan dezelfde knie, waardoor hij nog eens tien maanden was uitgeschakeld. Rossi's blessure was geen belemmering voor ACF Fiorentina om hem vast te leggen. Hij tekende op 4 januari 2013 een contract voor 5,5 jaar La Viola, dat circa zestien miljoen euro voor hem betaalde. Tijdens een wedstrijd tegen Livorno op 5 januari 2014 liep Rossi wederom een knieblessure op, waarbij hij ook schade opliep aan de buitenste kruisband. Het was dezelfde kruisband die hij scheurde in oktober 2011 en hem drie keer veroordeelde tot een operatie. Gedurende het seizoen 2014/15 speelde hij geen wedstrijd voor Fiorentina. De eerste helft van 2016 werd hij verhuurd aan Levante UD en in het seizoen 2016/17 speelde Rossi op huurbasis voor Celta de Vigo. Rossi werd in juli 2018 transfervrij nadat zijn contract bij Genoa CFC afliep. Eind februari 2020 maakte hij een rentree in zijn geboorteland bij Real Salt Lake. Later volgde nog een dienstverband bij het Italiaanse SPAL.

## Clubstatistieken
| Seizoen     | Club               | Competitie          | Competitie | Competitie | Competitie | Beker | Beker | Beker | Internationaal | Internationaal | Internationaal | Totaal | Totaal | Totaal |
| Seizoen     | Club               | Competitie          | Wed.       | Dlp.       | Ass.       | Wed.  | Dlp.  | Ass.  | Wed.           | Dlp.           | Ass.           | Wed.   | Dlp.   | Ass.   |
| ----------- | ------------------ | ------------------- | ---------- | ---------- | ---------- | ----- | ----- | ----- | -------------- | -------------- | -------------- | ------ | ------ | ------ |
| 2004/05     | Manchester United  | Premier League      | 0          | 0          | 0          | 2     | 0     | 0     | —              | —              | —              | 2      | 0      | 0      |
| 2005/06     | Manchester United  | Premier League      | 5          | 1          | 0          | 5     | 3     | 1     | 2              | 0              | 0              | 12     | 4      | 1      |
| Club Totaal | Club Totaal        | Club Totaal         | 5          | 1          | 0          | 7     | 3     | 1     | 2              | 0              | 0              | 14     | 4      | 1      |
| 2006/07     | → Newcastle United | Premier League      | 11         | 0          | 0          | 2     | 1     | 0     | —              | —              | —              | 13     | 1      | 0      |
| Club Totaal | Club Totaal        | Club Totaal         | 11         | 0          | 0          | 2     | 1     | 0     | 0              | 0              | 0              | 13     | 1      | 0      |
| 2006/07     | → AC Parma         | Serie A             | 19         | 9          | 4          | 0     | 0     | 0     | 1              | 0              | 0              | 20     | 9      | 4      |
| Club Totaal | Club Totaal        | Club Totaal         | 19         | 9          | 4          | 0     | 0     | 0     | 1              | 0              | 0              | 20     | 9      | 4      |
| 2007/08     | Villarreal CF      | Primera División    | 27         | 11         | 3          | 5     | 2     | 0     | 5              | 0              | 1              | 37     | 13     | 4      |
| 2008/09     | Villarreal CF      | Primera División    | 30         | 12         | 5          | 1     | 0     | 0     | 8              | 3              | 1              | 39     | 15     | 6      |
| 2009/10     | Villarreal CF      | Primera División    | 34         | 10         | 2          | 4     | 2     | 0     | 8              | 5              | 1              | 46     | 17     | 3      |
| 2010/11     | Villarreal CF      | Primera División    | 36         | 18         | 7          | 5     | 3     | 1     | 15             | 11             | 3              | 56     | 32     | 11     |
| 2011/12     | Villarreal CF      | Primera División    | 9          | 3          | 0          | 0     | 0     | 0     | 5              | 2              | 1              | 14     | 5      | 1      |
| Club Totaal | Club Totaal        | Club Totaal         | 136        | 54         | 17         | 15    | 7     | 1     | 41             | 21             | 7              | 192    | 82     | 25     |
| 2012/13     | ACF Fiorentina     | Serie A             | 1          | 0          | 0          | 0     | 0     | 0     | —              | —              | —              | 1      | 0      | 0      |
| 2013/14     | ACF Fiorentina     | Serie A             | 21         | 16         | 4          | 1     | 0     | 0     | 2              | 1              | 1              | 24     | 17     | 5      |
| 2014/15     | ACF Fiorentina     | Serie A             | 0          | 0          | 0          | 0     | 0     | 0     | —              | —              | —              | 0      | 0      | 0      |
| 2015/16     | ACF Fiorentina     | Serie A             | 11         | 0          | 2          | 1     | 0     | 0     | 4              | 2              | 1              | 16     | 2      | 3      |
| Club Totaal | Club Totaal        | Club Totaal         | 33         | 16         | 6          | 2     | 0     | 0     | 6              | 3              | 2              | 41     | 19     | 8      |
| 2015/16     | → Levante UD       | Primera División    | 17         | 6          | 2          | 0     | 0     | 0     | —              | —              | —              | 17     | 6      | 2      |
| Club Totaal | Club Totaal        | Club Totaal         | 17         | 6          | 2          | 0     | 0     | 0     | 0              | 0              | 0              | 17     | 6      | 2      |
| 2016/17     | ACF Fiorentina     | Serie A             | 1          | 0          | 0          | 0     | 0     | 0     | —              | —              | —              | 1      | 0      | 0      |
| Club Totaal | Club Totaal        | Club Totaal         | 34         | 16         | 6          | 2     | 0     | 0     | 6              | 3              | 2              | 42     | 19     | 8      |
| 2016/17     | → Celta de Vigo    | Primera División    | 18         | 4          | 1          | 4     | 1     | 0     | 7              | 1              | 0              | 29     | 6      | 1      |
| Club Totaal | Club Totaal        | Club Totaal         | 18         | 4          | 1          | 4     | 1     | 0     | 7              | 1              | 0              | 29     | 6      | 1      |
| 2017/18     | Genoa CFC          | Serie A             | 9          | 1          | 0          | 1     | 0     | 0     | —              | —              | —              | 10     | 1      | 0      |
| Club Totaal | Club Totaal        | Club Totaal         | 9          | 1          | 0          | 1     | 0     | 0     | 0              | 0              | 0              | 10     | 1      | 0      |
| 2020        | Real Salt Lake     | Major League Soccer | 7          | 1          | 0          | 0     | 0     | 0     | —              | —              | —              | 7      | 1      | 0      |
| Club Totaal | Club Totaal        | Club Totaal         | 7          | 1          | 0          | 0     | 0     | 0     | 0              | 0              | 0              | 7      | 1      | 0      |
| 2021/22     | SPAL               | Serie B             | 14         | 3          | 0          | 0     | 0     | 0     | —              | —              | —              | 14     | 3      | 0      |
| 2022/23     | SPAL               | Serie B             | 3          | 0          | 0          | 0     | 0     | 0     | —              | —              | —              | 3      | 0      | 0      |
| Club Totaal | Club Totaal        | Club Totaal         | 17         | 3          | 0          | 0     | 0     | 0     | 0              | 0              | 0              | 17     | 3      | 0      |
| TOTAAL      | TOTAAL             | TOTAAL              | 273        | 95         | 30         | 31    | 12    | 2     | 57             | 25             | 9              | 361    | 132    | 41     |

Bijgewerkt 28 februari 2020

## Interlandcarrière
Rossi speelde voor diverse Italiaanse jeugdelftallen. Hij debuteerde op 11 oktober 2008 in het Italiaans voetbalelftal, in een WK-kwalificatiewedstrijd tegen Bulgarije, net als Simone Pepe. Rossi viel in dat duel na 68 minuten in voor Antonio Di Natale. In juni 2009 scoorde hij tegen Noord-Ierland zijn eerste goal voor de Squadra Azzura. Rossi nam met het Italiaans olympisch voetbalelftal deel aan de Olympische Spelen van 2008 in China. Daar werd de ploeg onder leiding van bondscoach en oud-international Pierluigi Casiraghi in de kwartfinales uitgeschakeld door België: 3-2. Op 13 april 2012 scheurde Rossi de voorste kruisband van zijn rechterknie tijdens de training van Villarreal, waardoor hij deelname aan het EK voetbal 2012 kon vergeten.
1 Viviano ·
2 Motta ·
3 De Ceglie ·
4 Nocerino  ·
5 Cigarini ·
6 Criscito ·
7 Montolivo ·
8 Marchisio ·
9 Rocchi ·
10 Giovinco ·
11 Rossi ·
12 Dessena ·
13 Coda ·
14 Acquafresca ·
15 Bocchetti ·
16 De Silvestri ·
17 Abate ·
18 Consigli ·
20 Candreva ·
20 Russotto ·
Coach: Casiraghi
- Library of Congress Control Number: no2015013506
- Virtual International Authority File: 314816097
- WorldCat: E39PBJwD4FDBwrrQjq8dMrJRrq